# Fresnay
Fresnay é uma comuna francesa na região administrativa de Grande Leste, no departamento de Aube. Estende-se por uma área de 7,54 km². Em 2010 a comuna tinha 51 habitantes (densidade: 6,8 hab./km²).